# Joseph Crimont
Joseph Raphael John Crimont SJ (* 2. Februar 1858 in Ferrières, Frankreich; † 20. Mai 1945 in Juneau) war ein französisch-US-amerikanischer römisch-katholischer Ordensgeistlicher und Apostolischer Vikar von Alaska.

## Leben
Joseph Crimont empfing am 26. August 1888 das Sakrament der Priesterweihe. Anschließend trat dem Jesuitenorden bei und legte am 2. Februar 1894 die Ordensgelübde ab.
Papst Pius X. ernannte ihn am 28. März 1904 zum Apostolischen Präfekten von Alaska. Nachdem die Präfektur im Dezember 1916 zum Apostolischen Vikariat erhoben wurde, ernannte Papst Benedikt XV. Crimont am 15. Februar 1917 zum Apostolischen Vikar von Alaska und am 22. März desselben Jahres zum Titularbischof von Ammaedara. Der Erzbischof von Oregon City, Alexander Christie, spendete ihm am 25. Juli desselben Jahres die Bischofsweihe; Mitkonsekratoren waren der Bischof von Spokane, Augustine Francis Schinner, und der Bischof von Seattle, Edward John O’Dea.
Sein Grab befindet sich in einer Kapelle auf Shrine Island nahe Juneau.